# 曾協
曾協（1119年—1173年），字同季，號雲莊，撫州南豐縣（今江西南豐縣）人。南宋詩人。
曾協是曾肇的孫子。博學廣讀，提起筆來就能寫出文章。紹興時沒有考上進士，於是在家族關係之下當上長興縣丞，升之後遷嵊縣丞，以及出任鎮江和臨安的通判。在乾道七年（1171年），派遣到吉州，之後到了撫州。乾道九年（1173年）代理知永州（今湖南零陵），不久後於任期內逝世。《四库全书总目》評其“夸大其词，以文偏安之陋，曲学阿世，持论殊乖”。他的兒子曾炎於28年後輯有《雲莊集》20卷，之後已經散失。清朝初年由四庫館臣自《永樂大典》編輯出《雲莊集》有5卷。